# Kuwayamaea
Kuwayamaea is een geslacht van rechtvleugeligen uit de familie sabelsprinkhanen (Tettigoniidae). De wetenschappelijke naam van dit geslacht is voor het eerst geldig gepubliceerd in 1908 door Matsumura & Shiraki.

## Soorten
Het geslacht Kuwayamaea omvat de volgende soorten:
- Kuwayamaea anhuii Gorochov & Kang, 2002
- Kuwayamaea brachyptera Gorochov & Kang, 2002
- Kuwayamaea chinensis Brunner von Wattenwyl, 1878
- Kuwayamaea fujiani Gorochov & Kang, 2002
- Kuwayamaea hunani Gorochov & Kang, 2002
- Kuwayamaea inflata Gorochov & Kang, 2002
- Kuwayamaea longipennis Shi & Zheng, 1999
- Kuwayamaea rossica Gorochov, 2001
- Kuwayamaea sapporensis Matsumura & Shiraki, 1908
- Kuwayamaea sergeji Gorochov, 2001